# Oxetocyon
Oxetocyon is een fossiel geslacht van de Borophaginae. Er bestaat slechts één soort, O. cuspidatus. Hij is bekend van het Whitneyan van South Dakota en Nebraska en het Vroeg-Arikareean van Nebraska. Het is een van de eerste hypocarnivore leden van de Borophaginae.
Volgens de kladistische analyse van Wang et al. (1999) is het de zustergroep van Otarocyon, maar ze dachten dat de hypocarnivorie van de beide geslachten mogelijk een geval van convergente evolutie is, mede omdat hun bovenkiezen zo verschillend zijn.
Archaeocyon · Oxetocyon · Otarocyon · Rhizocyon

Tribus Phlaocyonini: Cynarctoides · Phlaocyon

Tribus Borophagini: Cormocyon · Desmocyon · Metatomarctus · Euoplocyon · Psalidocyon · Microtomarctus · Protomarctus · Tephrocyon

Subtribus Cynarctina: Paracynarctus · Cynarctus

Subtribus Aelurodontina: Aelurodon · Tomarctus

Subtribus Borophagina: Paratomarctus · Carpocyon · Protepicyon · Epicyon · Borophagus